# Detlef Burhoff
Detlef Burhoff (* 25. August 1950) ist ein deutscher Jurist. Von 1995 bis 2008 war er Richter am Oberlandesgericht Hamm und hat sich seither als Rechtsanwalt niedergelassen. Burhoff ist Autor und Mitautor einiger bekannter juristischer Standardwerke. Zu seinen Schwerpunkten zählen Strafrecht, Verkehrsrecht und Ordnungswidrigkeitenrecht.

## Leben
Nachdem er 1969 das Abitur an einem Gymnasium in Münster abgelegt hatte, studierte Burhoff anschließend bis 1974 Rechtswissenschaften an der Westfälischen-Wilhelms-Universität Münster. Nach dem bestandenen Ersten juristischen Staatsexamen absolvierte er von 1975 bis 1977 sein Referendariat im Geschäftsbereich des Landgerichtes Münster. Im Anschluss an das bestandene Zweite juristische Staatsexamen war Burhoff zunächst kurzzeitig bis 1978 im Bereich des Amtsgerichtsbezirkes Herne als Rechtsanwalt tätig. Mit Wirkung vom 1. August 1978 wurde er als Assessor im Bereich der Justiz des Landes Nordrhein-Westfalen eingestellt. Burhoff startete zunächst als Zivilrichter am Landgericht Bochum. Mit Wirkung vom 13. Juli 1980 wurde er zum Richter auf Lebenszeit ernannt.
Kurz darauf wechselte er im Januar 1981 als Beisitzer in die auswärtige Strafkammer Recklinghausen des Landgerichtes Bochum. Dort war Burhoff über 10 Jahre als Strafrichter tätig. Nach einer mehrmonatigen Erprobung im Strafsenat beim OLG Hamm von Oktober 1992 bis zum Sommer 1993 wurde Burhoff bis Ende 1994 als wissenschaftlicher Mitarbeiter eines parlamentarischen Untersuchungsausschusses an den Landtag des Landes Nordrhein-Westfalen abgeordnet. Anschließend wechselte er zum Jahresbeginn 1995 an das OLG Hamm, wo er als Beisitzer des 2. Strafsenats, des 2. Senats für Bußgeldsachen tätig wurde. Kurz darauf, am 20. Februar 1995, wurde Burhoff zum Richter am Oberlandesgericht ernannt.
Nachdem er bereits 1980 in geringerem Umfang Aufsätze veröffentlicht hatte, erschien 1989 Burhoffs erster Buchtitel zum Vereinsrecht. Mit dem Wechsel zum OLG Hamm nahm seine Veröffentlichungstätigkeit vor allem zu strafverfahrensrechtlichen Themen sprunghaft zu, er veröffentlichte in rascher Folge mehrere Buchtitel, die mittlerweile in mehreren Auflagen erschienen sind. Zum Wintersemester 1997/98 nahm er zudem einen Lehrauftrag an der Universität Bielefeld an. In der Folge war er auch zunehmend als Referent tätig, zudem war er von Januar bis September 2001 Mitglied einer vom Bundesjustizministerium eingerichteten Experten-Kommission zur „BRAGO-Strukturreform“.
Ab März 2005 übernahm er die Herausgeberschaft der Zeitschrift Verkehrsrechtsreport, ab Mai 2007 auch die Herausgeberschaft der Zeitschrift StrafRechtsReport. Darüber hinaus war Burhoff immer wieder als Referent unter anderem an der Fernuniversität Hagen oder verschiedenen Fortbildungsveranstaltungen tätig. Hinzu kam eine rege Publikationstätigkeit, die mittlerweile mehrere Standardtitel umfasst. Diese umfangreichen außergerichtlichen Tätigkeiten veranlassten den Präsidenten des OLG, Burhoff in seinen Nebentätigkeiten einzuschränken. Nach dem erfolglosen Versuch, hiergegen gerichtlich vorzugehen, beantragte Burhoff schließlich im Oktober 2008 die Entlassung aus dem richterlichen Dienst. Im Dezember 2008 erhielt er seine Zulassung als Rechtsanwalt und ist seitdem in einer Augsburger Rechtsanwaltskanzlei tätig, nach eigenen Angaben aber lediglich als „Telefonjoker“.
Im Jahr 2020 erhielt Burhoff den Ehrenpreis der Arbeitsgemeinschaft Strafrecht des Deutschen Anwaltvereins „pro reo“.
Burhoff ist seit der Auflage 2022 der Handbücher für das Ermittlungsverfahren und die Hauptverhandlung deren Herausgeber und verpflichtete Thomas Hillenbrand, Annika Hirsch, Mirko Laudon und Frédéric Schneider als Autoren für seine Handbücher.

## Publikationen (Auswahl)
- Handbuch für das strafrechtliche Ermittlungsverfahren, 10. Auflage 2025.
- Handbuch für die strafrechtliche Hauptverhandlung, 11. Auflage 2025.
- Handbuch für das straßenverkehrsrechtliche OWi-Verfahren, 6. Aufl. 2021.
- RVG - Straf- und Bußgeldsachen, 6. Auflage 2021.